# Vollenborn
Vollenborn ist ein Ortsteil der Gemeinde Niederorschel im thüringischen Landkreis Eichsfeld.

## Geografie
Vollenborn liegt unweit des höchsten Punktes des Dün-Höhenzuges, dem Rondel.

## Geschichte
Der Ort wurde 1126 erstmals als Fulenborn urkundlich erwähnt. Das Dorf war bis 1294 im Besitz der Grafen von Gleichen und kam dann zum Erzstift Kurmainz. Auf Wunsch des Mainzer Erzbistums wurde das Dorf 1610 gegen Breitenholz im Eichsfeld eingetauscht. Im gleichen Jahr wurde Vollenborn Sitz eines Gerichts der Reichsfreiherren vom Hagen (Deuna).  1711 wurde die heutige Kirche St. Martin erbaut. 1802 bis 1807 wurde der Ort preußisch und kam dann zum Königreich Westphalen. Von 1815 bis 1945 war er Teil der preußischen Provinz Sachsen und gehörte zum Landkreis Worbis. Gebäude und Park des vormaligen Rittergutes Vollenborn übernahm 1933 der damalige Reichsarbeitsdienst. Von 1945 bis 1949 war der Ort Teil der sowjetischen Besatzungszone und ab 1949 Teil der DDR. Seit 1990 gehört der Ort zum wieder gegründeten Bundesland Thüringen.
Seit 4. Februar 1991 gehörte es der Verwaltungsgemeinschaft Eichsfelder Kessel an. Mit Wirkung zum 31. Dezember 2013 wurde Vollenborn in die Gemeinde Deuna eingemeindet. Die Gemeinde Deuna wiederum wurde am 1. Januar 2019 nach Niederorschel eingemeindet.

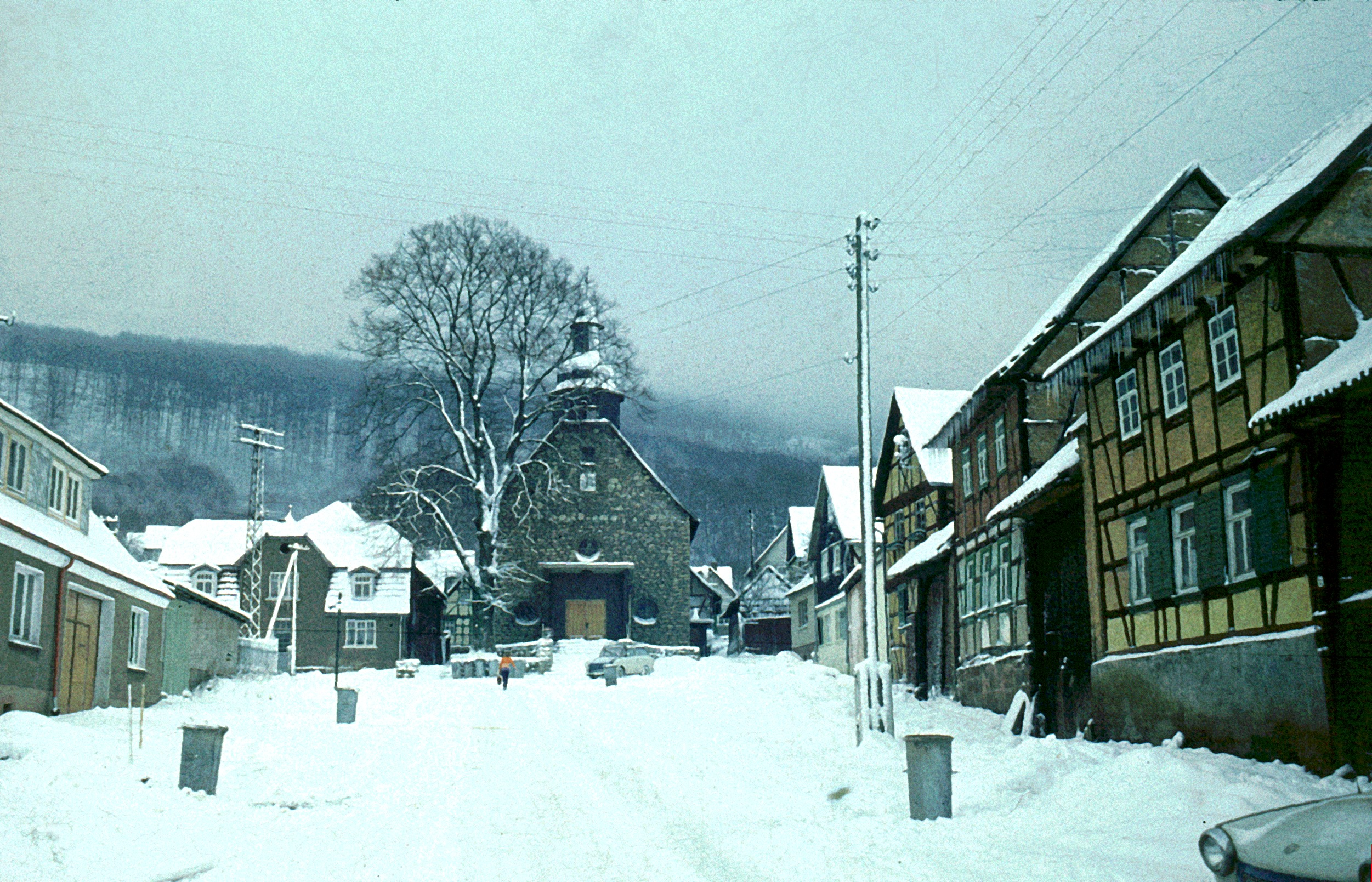
Vollenborn 1973

### Namensherkunft
Der Ortsname wurde aus dem Flurnamen übernommen, „Faul“ bedeutet nasses, sumpfiges Gelände, ein Gewässer oder eine Quelle im Morast. Solche Gewässernamen stammen im allgemeinen aus den ersten Jahrhunderten nach Christus.

### Einwohnerentwicklung
Entwicklung der Einwohnerzahl (31. Dezember):
| - 1994: 327 - 1995: 319 - 1996: 314 - 1997: 297 - 1998: 282 | - 1999: 285 - 2000: 277 - 2001: 277 - 2002: 272 - 2003: 276 | - 2004: 274 - 2005: 268 - 2007: 261 - 2008: 264 - 2009: 250 | - 2010: 242 - 2011: 238 - 2012: 231 |

Datenquelle: Thüringer Landesamt für Statistik

## Politik

### Bürgermeister
Ab 1990 war Klaus Glasebach ehrenamtlicher Bürgermeister bzw. später Ortsteilbürgermeister von Vollenborn. Zuletzt wurde er bei den Kommunalwahlen in Thüringen 2014, wo er für die Wählergemeinschaft Vollenborn antrat, mit 123 Stimmen (97,6 Prozent) gewählt. Mit dem Verlust des Ortsteilrechts von Vollenborn endete sein Dienst am 31. Dezember 2018. Seitdem ist Alfons Müller Ortsteilbürgermeister von Deuna und Vollenborn. Bei den Kommunalwahlen 2024 wird es möglich sein, einen neuen Ortsteilbürgermeister für Vollenborn zu wählen.

## Wappen
Blasonierung: „Von Silber über Schwarz schräglinks geteilt; oben ein dreiblättriger grüner Buchenzweig; unten ein schräglinks geneigter goldener Krug, aus dem sich ein silberner Wasserstrahl ergießt.“